# 巴什科尔托斯坦 (报纸)
《巴什科尔托斯坦》是一家重要的巴什基尔语报纸，在乌法出版，以俄罗斯联邦内的巴什科尔托斯坦共和国命名，它的内容涵盖了该地区的社会，政治和文化活动。
该报纸每周出版五次（星期日和星期一除外），发行量为33,000，是所有巴什基尔语印刷出版物中最大的一个。
该报于1917年6月在奥伦堡以«Башҡорт иттифаҡы бюроһының мөхбире»（巴什基尔地区局先驱报）的名字开始， 同年7月，它更名为«Башҡорт»（巴什基尔）。1919年，它与另一本名为«Башҡортостан»（成立于1918年）的巴什基尔语报刊合并，并更名为«Башҡортостанхәбәрҙәре»（巴什科尔托斯坦公报），合并后，于1922年，编辑办公室就从斯捷爾利塔馬克迁至乌法。
在早期，报纸是双语的（巴什基尔语和塔塔尔语），在1924年，它变成了单语报纸，在1929年，报纸以日报形式出版发行，在1937年，它改名为«QьđьlBaşqortostan»（红色巴什科尔托斯坦），于1951年更名为«СоветБашҡортостаны»（苏联巴什科尔托斯坦），从1990年开始，报纸的名字改為現名。.
在20世纪20年代和30年代，巴什科尔托斯坦报纸在规范如今使用的标准巴什基尔语方面发挥了重要作用。

## 发行量
| 年份               | 1923 | 1928 | 1930 | 1941 | 1951 | 1959 | 1966 | 1975 | 1979 |
| ------------------ | ---- | ---- | ---- | ---- | ---- | ---- | ---- | ---- | ---- |
| 发行量（单位：千） | 0,9  | 5,35 | 9,9  | 20,1 | 16,0 | 23,2 | 51,0 | 67,6 | 79,7 |

## 奖项
- 劳工红旗勋章（1968年）[2]